# 波伊申
波伊申是德国图林根州的一个市镇。总面积7.53平方公里，总人口480人，其中男性234人，女性246人（2011年12月31日），人口密度64人/平方公里。